# Reinhold Wilhelm Buchholz
Pour les articles homonymes, voir Buchholz.
Reinhold Wilhelm Buchholz est un herpétologiste et carcinologiste prussien, né en 1837 et mort en 1876.
Basé à Greifswald, il a décrit, notamment, la faune de la mer du Nord et du Cameroun.

## Taxons nommés en son honneur
- Strongylacron buchholzi (sv), Boeck, 1872
- Enhydrosoma buchholtzi (sv), Boeck, 1872
- Enchytraeus buchholzi, Vejdovsky, 1879
- Pheidole buchholzi (sv), Mayr, 1901
- Buchholzia (sv) :
  - Buchholzia coriacea, Engler, 1886
- Eugenia buchholzii, Engl.

## Quelques taxons décrits
- Doropygus pullus (sv) Buchholz, 1869
- Goniodelphys Buchholz, 1869
- Goniodelphys trigona (nl) Buchholz, 1869
- Gunenotophorus globularis (sv) Buchholz, 1869
- Notopterophorus elongatus (nl) Buchholz, 1869
- Nectophryne afra Buchholz & Peters, 1875
- Acanthixalus spinosus (Buchholz & Peters, 1875)
- Hyperolius acutirostris Buchholz & Peters, 1875
- Conraua crassipes (Buchholz & Peters, 1875)
- Letheobia decorosa (Buchholz & Peters, 1875)